# Aldo Obino
Aldo Obino (Porto Alegre, 25 de outubro de 1913 — Porto Alegre, 23 de fevereiro de 2007) foi um jornalista e crítico de arte brasileiro.

## Biografia
Filho de João Obino e Alayde Mariante, teve quatro irmãos. Seu avô foi o arquiteto José Obino, e seu pai foi gerente comercial do jornal Correio do Povo entre 1905 e 1931. João incentivou o cultivo da cultura e das artes na sua família, especialmente a música. Aldo aprendeu a tocar flauta e piano e frequentou os concertos do Club Haydn. Fez seus estudos regulares nos colégios Rosário e Anchieta.
Em 1934 passou a trabalhar no Correio do Povo, e em 1936 formou-se em Direito, e também se interessou pela Filosofia. Em seu primeiro ano no Correio trabalhou como arquivista, mas logo passou para a redação, responsabilizando-se pelo noticiário cultural. Em 1938 começou a assinar uma coluna permanente, "Notas de Arte", onde fazia crítica de artes visuais, música, cinema, dança e teatro. Paralelamente fazia reportagens e entrevistas, e colaborava assiduamente na seção "Editoriais" com textos sobre filosofia, ensino, literatura, sociologia, religião, folclore, crônica do cotidiano, atividades universitárias e biografias de personalidades da cultura.
Colaborou com o jornal A Nação e a revista Estudos, e depois de se desligar do Correio em 1984 colaborou gratuitamente com o Jornal do Comércio de 1989 a 1995. Foi um dos fundadores da Associação Rio-Grandense de Imprensa e da Associação de Professores Católicos do Estado. De 1938 a 1968 lecionou Filosofia e Psicologia no Colégio Universitário. Muitas vezes participou do júri de salões de arte e de prêmios, como o Prêmio Tibicuera de Teatro Infantil e o Prêmio Açorianos. Foi casado com Wilma Agustoni, não deixando descendência.

## Obra
Seus milhares de artigos traçam um amplo panorama das atividades culturais cotidianas e do processo de transformação da cultura, do cenário urbano e do pensamento coletivo, e exerceram grande influência em quanto viveu, contribuindo para formar o gosto do público e consagrar nomes e lugares, mas a avaliação póstuma do seu legado é complexa e tem dado margem a opiniões divergentes. A análise se torna mais difícil porque sua linha de pensamento não é muito uniforme nem muito objetiva, ora é um conservador, ora um progressista, ora é ambíguo, e seus critérios de valor precisam ser analisados contra o contexto de sua época e o estilo da abordagem que desenvolveu. É ilustrativo um trecho do artigo que escreveu sobre o I Salão Moderno de Artes Plásticas de 1942, onde depois de criticar os excessos do Futurismo, do Cubismo e do Dadaísmo, disse:
"A Antiguidade deve ser cultivada sem obstar, contudo, a marcha do progresso, da renovação e da tendência de aperfeiçoamento. Isso não impede que os artistas, como o povo em geral, caiam no redemoinho dos vários 'ismos' do fazer humano. [...] A ânsia de renovação no sentido de aperfeiçoamento é nobre e viável. Agora a atitude preconcebida e teatral de poses é artimanha de quem quer fazer barulho e por isso não merece nenhuma atenção".
Cunha atribuiu parte de sua resistência ao modernismo à sua adesão ao catolicismo, e em função disso "era um dos que professavam juízos estéticos extremamente moralistas vinculando as manifestações modernas à degeneração social"; na apreciação de Kern, "para Obino, a arte moderna é superficial, doentia e desvinculada dos valores eternos", e Bohmgahren disse que por ser muito influenciado por sua formação humanista baseada em referenciais clássicos, "tinha uma postura resistente à assimilação da estética modernista referenciada nas vanguardas europeias", mas assinalou que suas posições evoluíram e se tornaram mais liberais ao longo do tempo.
Para Golin & Sirena, "se a novidade é fator decisivo para o desenvolvimento do circuito, a defesa da 'harmonia' expressiva é defendida com frequência. Para o autor, a arte não deveria estimular fraturas na ordem social, o que o levou a criticar a interferência de posições políticas na produção de artistas, especificamente as do pensamento de viés marxista. Por outro lado, a arte social produzida no Rio Grande do sul, por meio dos nomes reunidos em torno dos clubes de gravura, era considerada em sua riqueza e importância. [...] Apesar da desconfiança, as novidades do circuito tinham espaço garantido na coluna de Obino. Tanto que o debate sobre o abstracionismo provocado no centro do país era assimilado pelas Notas de Arte como movimento a ser considerado e contextualizado pela crítica". Sumarizando sua linha de atuação, as pesquisadoras concluem que "podemos situar o perfil de Aldo Obino entre os 'homens de letras', os chamados críticos-cronistas dos anos 1940 que oscilavam entre a crônica e o noticiário, entre o cultivo da eloquência e a defesa do impressionismo [estilo de crítica] e do autodidatismo".
De qualquer modo, seus escritos têm um elevado valor como um amplo e detalhado mapeamento do circuito cultural local ao longo de um dilatado período de tempo, e por isso é considerado uma fonte historiográfica inestimável e uma importante referência ainda hoje. Para Sirena, "é a partir dos escritos de sujeitos como Obino que a historiografia da arte feita no estado avança na compreensão de diferentes estágios do circuito artístico regional. Pela abrangência de sua cobertura, podemos dizer que ele consiste em referência quase incontornável para investigações dessa área".
As colunas que escreveu na imprensa foram organizadas por Cida Golin que, com o auxílio do próprio autor, selecionou as mais significativas e as publicou novamente através do Museu de Arte do Rio Grande do Sul e da Universidade de Caxias do Sul, resultando no livro Aldo Obino: Notas de Arte (2002). Seu arquivo particular está dividido entre o Arquivo Histórico do Rio Grande do Sul, a Biblioteca da Unisinos e o Museu de Arte do Rio Grande do Sul.